# Septième circonscription de la Moselle
La septième circonscription de la Moselle est l'une des neuf circonscriptions législatives françaises que compte le département de la Moselle (57) situé en région Grand Est.

## Description géographique et démographique

### De 1958 à 1986
Le département avait huit circonscriptions.
La septième circonscription de la Moselle était composée de :
- canton de Bitche
- canton de Rohrbach-lès-Bitche
- canton de Sarreguemines
- canton de Volmunster

Source : Journal Officiel du 14-15 Octobre 1958.

### De 1988 à 2010
Le département avait dix circonscriptions.
La septième circonscription de la Moselle était délimitée par le découpage électoral de la loi n°86-1197 du 24 novembre 1986
, elle regroupait les divisions administratives suivantes :
- canton de Boulay-Moselle
- canton de Faulquemont
- canton de Grostenquin
- canton de Saint-Avold-1
- canton de Saint-Avold-2.

D'après le recensement de la population réalisé par l'Institut national de la statistique et des études économiques (INSEE) en 2020, la population de cette circonscription était estimée à 123 659 habitants et à 122 311 habitants en 2022.

### Depuis 2012
Le redécoupage des circonscriptions législatives réalisé en 2010 et entrant en application à compter des élections législatives de juin 2012, a modifié le nombre de circonscriptions du département (passant de dix à neuf) et la composition de cette circonscription :
- Canton de Boulay-Moselle
- Canton de Bouzonville
- Canton de Faulquemont
- canton de Saint-Avold-1
- canton de Saint-Avold-2.

Carte de la septième circonscription de la Moselle de 1958 à 1986
Carte de la septième circonscription de la Moselle de 1986 à 2012

## Historique des députations
| Législature | Début de mandat | Fin de mandat  | Député              | Parti politique | Observations |
| ----------- | --------------- | -------------- | ------------------- | --------------- | --- |
| Ire         | 9 décembre 1958 | 9 octobre 1962 | Jean Seitlinger     | MRP             | Mandat écourté à la suite d'une dissolution parlementaire décidée par Charles de Gaulle.                                                                       |
| IIe         | 6 décembre 1962 | 2 avril 1967   | Étienne Hinsberger  | UNR             | |
| IIIe        | 3 avril 1967    | 30 mai 1968    | Étienne Hinsberger  | UDR             | Mandat écourté à la suite d'une dissolution parlementaire décidée par Charles de Gaulle.                                                                       |
| IVe         | 11 juillet 1968 | 1er avril 1973 | Étienne Hinsberger  | UDR             | |
| Ve          | 2 avril 1973    | 2 avril 1978   | Jean Seitlinger     | UDF             | |
| VIe         | 3 avril 1978    | 22 mai 1981    | Jean Seitlinger     | UDF             | Mandat écourté à la suite d'une dissolution parlementaire décidée par François Mitterrand.                                                                     |
| VIIe        | 2 juillet 1981  | 1er avril 1986 | Jean Seitlinger     | UDF             | |
| VIIIe       | 2 avril 1986    | 14 mai 1988    | Jean Seitlinger     | UDF             | Proportionnelle par département, pas de député par circonscription. Mandat écourté à la suite d'une dissolution parlementaire décidée par François Mitterrand. |
| IXe         | 23 juin 1988    | 1er avril 1993 | André Berthol       | RPR             | |
| Xe          | 2 avril 1993    | 21 avril 1997  | André Berthol,      | RPR,            | Mandat écourté à la suite d'une dissolution parlementaire décidée par Jacques Chirac.                                                                          |
| XIe         | 12 juin 1997    | 18 juin 2002   | André Berthol       | RPR             | |
| XIIe        | 19 juin 2002    | 19 juin 2007   | André Berthol,      | UMP,            | |
| XIIIe       | 20 juin 2007    | 19 juin 2012   | André Wojciechowski | UMP             | |
| XIVe        | 20 juin 2012    | 20 juin 2017   | Paola Zanetti       | PS              | |
| XVe         | 21 juin 2017    | 21 juin 2022   | Hélène Zannier      | LREM            | |
| XVIe        | 22 juin 2022    | 9 juin 2024    | Alexandre Loubet    | RN              | Mandat écourté à la suite d'une dissolution parlementaire décidée par Emmanuel Macron.                                                                         |
| XVIIe       | 18 juillet 2024 | En cours       | Alexandre Loubet    | RN              | |

## Historique des élections

### Élections de 1958
|                | Jean Seitlinger élu | MRP            | 24 317 | 70,84  |  |  |  |
|                | Auguste Klein       | UNR            | 6 213  | 18,1   |  |  |  |
|                | Édouard Meyer       | PCF            | 2 102  | 6,12   |  |  |  |
|                | Édouard Fogt        | CR             | 1 697  | 4,94   |  |  |  |
|                |                     |                |        |        |  |  |  |
| Inscrits       | Inscrits            | Inscrits       | 44 528 | 100,00 |  |  |  |
| Abstentions    | Abstentions         | Abstentions    | 8 734  | 19,61  |  |  |  |
| Votants        | Votants             | Votants        | 35 794 | 80,39  |  |  |  |
| Blancs et nuls | Blancs et nuls      | Blancs et nuls | 1 465  | 4,09   |  |  |  |
| Exprimés       | Exprimés            | Exprimés       | 34 329 | 95,91  |  |  |  |

### Élections de 1962
|                | Étienne Hinsberger élu  | UNR-UDT        | 18 514 | 54,88  |  |  |  |
|                | Jean Seitlinger sortant | MRP            | 13 751 | 40,76  |  |  |  |
|                | Raymond Pierron         | PCF            | 1 473  | 4,37   |  |  |  |
|                |                         |                |        |        |  |  |  |
| Inscrits       | Inscrits                | Inscrits       | 45 593 | 100,00 |  |  |  |
| Abstentions    | Abstentions             | Abstentions    | 10 269 | 22,52  |  |  |  |
| Votants        | Votants                 | Votants        | 35 324 | 77,48  |  |  |  |
| Blancs et nuls | Blancs et nuls          | Blancs et nuls | 1 586  | 4,49   |  |  |  |
| Exprimés       | Exprimés                | Exprimés       | 33 738 | 95,51  |  |  |  |

Le suppléant de Jean Seitlinger était A. Klein, retraité.

### Élections de 1967
|                | Étienne Hinsberger sortant réélu | UD-Ve          | 20 815 | 52,04  |  |  |  |
|                | Jean Seitlinger                  | CD (PDM)       | 16 051 | 40,13  |  |  |  |
|                | François Kretz                   | PCF            | 1 585  | 3,96   |  |  |  |
|                | Jean Kara                        | FGDS (SFIO)    | 1 544  | 3,86   |  |  |  |
|                |                                  |                |        |        |  |  |  |
| Inscrits       | Inscrits                         | Inscrits       | 45 094 | 100,00 |  |  |  |
| Abstentions    | Abstentions                      | Abstentions    | 4 036  | 8,95   |  |  |  |
| Votants        | Votants                          | Votants        | 41 058 | 91,05  |  |  |  |
| Blancs et nuls | Blancs et nuls                   | Blancs et nuls | 1 063  | 2,59   |  |  |  |
| Exprimés       | Exprimés                         | Exprimés       | 39 995 | 97,41  |  |  |  |

Le suppléant d'Étienne Hinsberger était le Docteur Maurice Maurer, de Sarreguemines.

### Élections de 1968
|                | Étienne Hinsberger sortant réélu | UDR (URP)      | 19 562 | 51,72  |  |  |  |
|                | Robert Pax                       | CD (PDM)       | 11 579 | 30,62  |  |  |  |
|                | René Lejeune                     | Modérés        | 3 458  | 9,14   |  |  |  |
|                | Jean Kara                        | FGDS (SFIO)    | 2 043  | 5,4    |  |  |  |
|                | François Kretz                   | PCF            | 1 178  | 3,11   |  |  |  |
|                |                                  |                |        |        |  |  |  |
| Inscrits       | Inscrits                         | Inscrits       | 46 054 | 100,00 |  |  |  |
| Abstentions    | Abstentions                      | Abstentions    | 7 482  | 16,25  |  |  |  |
| Votants        | Votants                          | Votants        | 38 572 | 83,75  |  |  |  |
| Blancs et nuls | Blancs et nuls                   | Blancs et nuls | 752    | 1,95   |  |  |  |
| Exprimés       | Exprimés                         | Exprimés       | 37 820 | 98,05  |  |  |  |

Le suppléant d'Étienne Hinsberger était Alfred Grinwald, employé communal à Sarreguemines.

### Élections de 1973
| Candidat       | Candidat                   | Parti                     | Premier tour | Premier tour | Second tour | Second tour |  |
| Candidat       | Candidat                   | Parti                     | Voix         | %            | Voix        | %           |  |
| -------------- | -------------------------- | ------------------------- | ------------ | ------------ | ----------- | ----------- |  |
|                | Étienne Hinsberger sortant | UDR (URP)                 | 12 170       | 30,74        | 14 214      | 36,03       |  |
|                | Jean Seitlinger élu        | CDP                       | 11 012       | 27,82        | 14 838      | 37,61       |  |
|                | Robert Pax                 | CD (MR)                   | 9 257        | 23,38        | 10 403      | 26,37       |  |
|                | Joseph Helleringer         | PS (UGSD)                 | 3 250        | 8,21         |             |             |  |
|                | Alphonse Walter            | PCF                       | 2 571        | 6,49         |             |             |  |
|                | Joseph Gribelbauer         | Divers droite (Gaulliste) | 1 326        | 3,35         |             |             |  |
|                |                            |                           |              |              |             |             |  |
| Inscrits       | Inscrits                   | Inscrits                  | 48 222       | 100,00       | 48 218      | 100,00      |  |
| Abstentions    | Abstentions                | Abstentions               | 7 634        | 15,83        | 7 512       | 15,58       |  |
| Votants        | Votants                    | Votants                   | 40 588       | 84,17        | 40 706      | 84,42       |  |
| Blancs et nuls | Blancs et nuls             | Blancs et nuls            | 1 002        | 2,47         | 1 251       | 3,07        |  |
| Exprimés       | Exprimés                   | Exprimés                  | 39 586       | 97,53        | 39 455      | 96,93       |  |

Le suppléant de Jean Seitlinger était Raymond Lampert, maire de Neufgrange.

### Élections de 1978
| Candidat       | Candidat                      | Parti          | Premier tour | Premier tour | Second tour | Second tour |  |
| Candidat       | Candidat                      | Parti          | Voix         | %            | Voix        | %           |  |
| -------------- | ----------------------------- | -------------- | ------------ | ------------ | ----------- | ----------- |  |
|                | Jean Seitlinger sortant réélu | UDF (CDS)      | 19 396       | 42,51        | 28 042      | 63,39       |  |
|                | Joseph Helleringer            | PS             | 8 334        | 18,27        | 16 198      | 36,61       |  |
|                | Théophile Hoellinger          | RPR            | 8 168        | 17,9         | Retrait     | Retrait     |  |
|                | Fernand Beckrich              | PCF            | 4 300        | 9,43         |             |             |  |
|                | Olivier Kirsch                | Divers droite  | 4 288        | 9,4          |             |             |  |
|                | Alain Delquigny               | LO             | 1 137        | 2,49         |             |             |  |
|                |                               |                |              |              |             |             |  |
| Inscrits       | Inscrits                      | Inscrits       | 55 882       | 100,00       | 55 888      | 100,00      |  |
| Abstentions    | Abstentions                   | Abstentions    | 8 709        | 15,58        | 9 679       | 17,32       |  |
| Votants        | Votants                       | Votants        | 47 173       | 84,42        | 46 209      | 82,68       |  |
| Blancs et nuls | Blancs et nuls                | Blancs et nuls | 1 550        | 3,29         | 1 969       | 4,26        |  |
| Exprimés       | Exprimés                      | Exprimés       | 45 623       | 96,71        | 44 240      | 95,74       |  |

Le suppléant de Jean Seitlinger était Raymond Lampert.

### Élections de 1981
|                | Jean Seitlinger sortant réélu | UDF (CDS)      | 19 614 | 53,09  |  |  |  |
|                | Pierre Fournel                | PS             | 8 834  | 22,56  |  |  |  |
|                | Raymond Sadler                | app. PS        | 7 614  | 20,61  |  |  |  |
|                | Fernand Beckrich              | PCF            | 1 385  | 3,75   |  |  |  |
|                |                               |                |        |        |  |  |  |
| Inscrits       | Inscrits                      | Inscrits       | 57 630 | 100,00 |  |  |  |
| Abstentions    | Abstentions                   | Abstentions    | 19 278 | 33,45  |  |  |  |
| Votants        | Votants                       | Votants        | 38 352 | 66,55  |  |  |  |
| Blancs et nuls | Blancs et nuls                | Blancs et nuls | 1 405  | 3,66   |  |  |  |
| Exprimés       | Exprimés                      | Exprimés       | 36 947 | 96,34  |  |  |  |

### Élections de 1988
| Candidat       | Candidat          | Parti                      | Premier tour | Premier tour | Second tour | Second tour |  |
| Candidat       | Candidat          | Parti                      | Voix         | %            | Voix        | %           |  |
| -------------- | ----------------- | -------------------------- | ------------ | ------------ | ----------- | ----------- |  |
|                | Paul Bladt        | PS                         | 12 788       | 31,15        | 21 946      | 49,85       |  |
|                | André Berthol élu | RPR (URC)                  | 11 646       | 28,37        | 22 080      | 50,15       |  |
|                | Armand Nau        | UDF (CDS)                  | 8 314        | 20,25        |             |             |  |
|                | Maryvonne Crespin | FN                         | 5 051        | 12,3         |             |             |  |
|                | Gilbert Brach     | Divers gauche (Maj. prés.) | 1 302        | 3,17         |             |             |  |
|                | Yves Meyer        | PCF                        | 1 111        | 2,71         |             |             |  |
|                | Paulette Weber    | POE                        | 841          | 2,05         |             |             |  |
|                |                   |                            |              |              |             |             |  |
| Inscrits       | Inscrits          | Inscrits                   | 71 066       | 100,00       | 71 055      | 100,00      |  |
| Abstentions    | Abstentions       | Abstentions                | 28 740       | 40,44        | 25 386      | 35,73       |  |
| Votants        | Votants           | Votants                    | 42 326       | 59,56        | 45 669      | 64,27       |  |
| Blancs et nuls | Blancs et nuls    | Blancs et nuls             | 1 273        | 3,01         | 1 643       | 3,6         |  |
| Exprimés       | Exprimés          | Exprimés                   | 41 053       | 96,99        | 44 026      | 96,4        |  |

Le suppléant d'André Berthol était Jean Schuler, médecin, maire de L'Hôpital.

### Élections de 1993
| Candidat       | Candidat                    | Parti          | Premier tour | Premier tour | Second tour | Second tour |  |
| Candidat       | Candidat                    | Parti          | Voix         | %            | Voix        | %           |  |
| -------------- | --------------------------- | -------------- | ------------ | ------------ | ----------- | ----------- |  |
|                | André Berthol sortant réélu | RPR (UPF)      | 19 374       | 44,83        | 25 651      | 66,77       |  |
|                | Arthur Matecki              | FN             | 8 145        | 18,85        | 12 764      | 33,23       |  |
|                | Michel Weber                | PS (ADFP)      | 4 851        | 11,23        |             |             |  |
|                | Marie-Anne Isler-Béguin     | Les Verts (EÉ) | 4 123        | 9,54         |             |             |  |
|                | Raymond Dour                | Divers         | 2 556        | 5,91         |             |             |  |
|                | Patrice Huck                | LT-LNÉ         | 2 316        | 5,36         |             |             |  |
|                | Jean-Claude Brem            | PCF            | 1 351        | 3,13         |             |             |  |
|                | Marcel Simon                | PLN            | 500          | 1,16         |             |             |  |
|                |                             |                |              |              |             |             |  |
| Inscrits       | Inscrits                    | Inscrits       | 73 435       | 100,00       | 73 434      | 100,00      |  |
| Abstentions    | Abstentions                 | Abstentions    | 26 705       | 36,37        | 28 681      | 39,06       |  |
| Votants        | Votants                     | Votants        | 46 730       | 63,63        | 44 753      | 60,94       |  |
| Blancs et nuls | Blancs et nuls              | Blancs et nuls | 3 514        | 7,52         | 6 338       | 14,16       |  |
| Exprimés       | Exprimés                    | Exprimés       | 43 216       | 92,48        | 38 415      | 85,84       |  |

Le suppléant d'André Berthol était Jean Schuler.

### Élections de 1997
| Candidat       | Candidat                    | Parti          | Premier tour | Premier tour | Second tour | Second tour |  |
| Candidat       | Candidat                    | Parti          | Voix         | %            | Voix        | %           |  |
| -------------- | --------------------------- | -------------- | ------------ | ------------ | ----------- | ----------- |  |
|                | André Berthol sortant réélu | RPR            | 15 117       | 32,85        | 25 170      | 61,5        |  |
|                | Arthur Matecki              | FN             | 10 648       | 23,14        | 15 759      | 38,5        |  |
|                | Cécile Duppré               | PS             | 8 806        | 19,14        |             |             |  |
|                | Gilbert Poirot              | Les Verts      | 2 593        | 5,63         |             |             |  |
|                | Marc Boyer                  | PRS            | 2 092        | 4,55         |             |             |  |
|                | Jean-Claude Brem            | PCF            | 1 644        | 3,57         |             |             |  |
|                | Diane Bousset               | LO             | 1 564        | 3,4          |             |             |  |
|                | Jean-Paul Mantout           | Divers         | 1 182        | 2,57         |             |             |  |
|                | Pascal Mackowiak            | Divers         | 980          | 2,13         |             |             |  |
|                | Daniel Baeza                | LDI (MPF)      | 639          | 1,39         |             |             |  |
|                | Denis Koch                  | Divers droite  | 387          | 0,84         |             |             |  |
|                | Marcel Simon                | PLN            | 364          | 0,79         |             |             |  |
|                |                             |                |              |              |             |             |  |
| Inscrits       | Inscrits                    | Inscrits       | 73 988       | 100,00       | 73 987      | 100,00      |  |
| Abstentions    | Abstentions                 | Abstentions    | 24 713       | 33,4         | 25 556      | 34,54       |  |
| Votants        | Votants                     | Votants        | 49 275       | 66,6         | 48 431      | 65,46       |  |
| Blancs et nuls | Blancs et nuls              | Blancs et nuls | 3 259        | 6,61         | 7 502       | 15,49       |  |
| Exprimés       | Exprimés                    | Exprimés       | 46 016       | 93,39        | 40 929      | 84,51       |  |

Le suppléant d'André Berthol était Jean Schuler.

### Élections de 2002
| Candidat       | Candidat                    | Parti             | Premier tour | Premier tour | Second tour | Second tour |  |
| Candidat       | Candidat                    | Parti             | Voix         | %            | Voix        | %           |  |
| -------------- | --------------------------- | ----------------- | ------------ | ------------ | ----------- | ----------- |  |
|                | André Berthol sortant réélu | UMP               | 17 468       | 43,63        | 22 792      | 71,14       |  |
|                | Jean-Philippe Wagner        | FN                | 7 292        | 18,21        | 9 248       | 28,86       |  |
|                | Brigitte Renn               | Les Verts         | 6 568        | 16,41        |             |             |  |
|                | Marc Boyer                  | PRG               | 2 933        | 7,33         |             |             |  |
|                | Jean-Paul Mantout           | Divers droite     | 1 494        | 3,73         |             |             |  |
|                | Jérôme Denolle              | MNR               | 905          | 2,26         |             |             |  |
|                | Hervé Hocquet               | MPF               | 781          | 1,95         |             |             |  |
|                | Gilbert Poirot              | LCR               | 691          | 1,73         |             |             |  |
|                | Pascal Grimont              | LO                | 599          | 1,5          |             |             |  |
|                | Ouheda Hamza                | Pôle républicain  | 359          | 0,9          |             |             |  |
|                | Stéphane Salazar            | MHAN              | 296          | 0,74         |             |             |  |
|                | Isabelle Levée              | GÉ                | 278          | 0,69         |             |             |  |
|                | Xavier Picot                | MÉI               | 257          | 0,64         |             |             |  |
|                | Roger Maréchal              | Divers écologiste | 112          | 0,28         |             |             |  |
|                |                             |                   |              |              |             |             |  |
| Inscrits       | Inscrits                    | Inscrits          | 76 858       | 100,00       | 76 856      | 100,00      |  |
| Abstentions    | Abstentions                 | Abstentions       | 35 584       | 46,3         | 41 532      | 54,04       |  |
| Votants        | Votants                     | Votants           | 41 274       | 53,7         | 35 324      | 45,96       |  |
| Blancs et nuls | Blancs et nuls              | Blancs et nuls    | 1 241        | 3,01         | 3 284       | 9,3         |  |
| Exprimés       | Exprimés                    | Exprimés          | 40 033       | 96,99        | 32 040      | 90,7        |  |

Le suppléant d'André Berthol était Claude Bitte, conseiller général du canton de Grostenquin, maire de Vallerange, exploitant agricole.

### Élections de 2007
|                | André Wojciechowski élu | UMP            | 20 670 | 52,12  |  |  |  |
|                | Paola Zanetti           | PS             | 7 285  | 18,37  |  |  |  |
|                | Patricia Simonet        | UDF–MoDem      | 3 427  | 8,64   |  |  |  |
|                | Bernard Brion           | FN             | 2 951  | 7,44   |  |  |  |
|                | Gérard André            | LT-LNÉ         | 1 033  | 2,6    |  |  |  |
|                | Alexandre Omeljanczyk   | LCR            | 865    | 2,18   |  |  |  |
|                | Hervé Hocquet           | MPF            | 768    | 1,94   |  |  |  |
|                | Marc Boyer              | PRG            | 695    | 1,75   |  |  |  |
|                | Jean-Marie Marcelet     | MNR            | 446    | 1,12   |  |  |  |
|                | Pascal Grimont          | LO             | 441    | 1,11   |  |  |  |
|                | Madeleine Mazzone       | PCF            | 437    | 1,1    |  |  |  |
|                | Gilbert Poirot          | Les Verts      | 397    | 1      |  |  |  |
|                | Jean-Paul Steinmetz     | Divers         | 244    | 0,62   |  |  |  |
|                |                         |                |        |        |  |  |  |
| Inscrits       | Inscrits                | Inscrits       | 79 960 | 100,00 |  |  |  |
| Abstentions    | Abstentions             | Abstentions    | 39 221 | 49,05  |  |  |  |
| Votants        | Votants                 | Votants        | 40 739 | 50,95  |  |  |  |
| Blancs et nuls | Blancs et nuls          | Blancs et nuls | 1 080  | 2,65   |  |  |  |
| Exprimés       | Exprimés                | Exprimés       | 39 659 | 97,35  |  |  |  |

### Élections de 2012
| Candidat       | Candidat                    | Parti          | Premier tour | Premier tour | Second tour | Second tour |  |
| Candidat       | Candidat                    | Parti          | Voix         | %            | Voix        | %           |  |
| -------------- | --------------------------- | -------------- | ------------ | ------------ | ----------- | ----------- |  |
|                | André Wojciechowski sortant | PRV (UMP)      | 15 310       | 32,45        | 18 471      | 37,74       |  |
|                | Paola Zanetti élue          | PS             | 15 054       | 31,91        | 18 840      | 38,49       |  |
|                | Nathalie Pigeot             | RBM (FN)       | 12 304       | 26,08        | 11 631      | 23,76       |  |
|                | Fabrice Boucher             | Divers gauche  | 2 596        | 5,50         |             |             |  |
|                | Fabienne Schnitzler         | MÉI            | 610          | 1,29         |             |             |  |
|                | Nora-Aline Herbet           | DLR            | 579          | 1,23         |             |             |  |
|                | Catherine Lainez            | LO             | 381          | 0,81         |             |             |  |
|                | Yves Vilbois                | NPA            | 341          | 0,72         |             |             |  |
|                |                             |                |              |              |             |             |  |
| Inscrits       | Inscrits                    | Inscrits       | 91 564       | 100,00       | 91 559      | 100,00      |  |
| Abstentions    | Abstentions                 | Abstentions    | 43 641       | 47,66        | 41 921      | 45,79       |  |
| Votants        | Votants                     | Votants        | 47 923       | 52,34        | 49 638      | 54,21       |  |
| Blancs et nuls | Blancs et nuls              | Blancs et nuls | 748          | 1,56         | 696         | 1,4         |  |
| Exprimés       | Exprimés                    | Exprimés       | 47 175       | 98,44        | 48 942      | 98,6        |  |

### Élections de 2017
Les élections législatives de 2017 ont eu lieu les dimanche 11 et 18 juin 2017. Au second tour, c'est Hélène Zannier de la REM qui est élue députée de la 7e circonscription de Moselle.
|                                                                            | |                           |                           |                          |                          |
|                                                                            | | Premier tour 11 juin 2017 | Premier tour 11 juin 2017 | Second tour 18 juin 2017 | Second tour 18 juin 2017 |
|                                                                            | |                           |                           |                          |                          |
|                                                                            | | Nombre                    | % des inscrits            | Nombre                   | % des inscrits           |
| Inscrits                                                                   | Inscrits | 90 370                    | 100,00                    | 90 349                   | 100,00                   |
| Abstentions                                                                | Abstentions | 51 813                    | 57,33                     | 55 851                   | 61,82                    |
| Votants                                                                    | Votants | 38 557                    | 42,67                     | 34 498                   | 38,18                    |
|                                                                            | |                           | % des votants             |                          | % des votants            |
| Bulletins blancs                                                           | Bulletins blancs | 772                       | 2,00                      | 2 174                    | 6,30                     |
| Bulletins nuls                                                             | Bulletins nuls | 244                       | 0,63                      | 534                      | 1,55                     |
| Suffrages exprimés                                                         | Suffrages exprimés                                                                                                  | 37 541                    | 97,36                     | 31 790                   | 92,15                    |
|                                                                            | |                           |                           |                          |                          |
| Candidat Étiquette politique (partis et alliances)                         | Candidat Étiquette politique (partis et alliances)                                                                  | Voix                      | % des exprimés            | Voix                     | % des exprimés           |
|                                                                            | |                           |                           |                          |                          |
|                                                                            | Hélène Zannier La République en marche                                                                              | 10 290                    | 27,41                     | 17 879                   | 56,24                    |
|                                                                            | Kévin Pfeffer Front national                                                                                        | 8 916                     | 23,75                     | 13 911                   | 43,76                    |
|                                                                            | André Wojciechowski Union des démocrates et indépendants (Les Républicains)                                         | 6 520                     | 17,37                     |                          |                          |
|                                                                            | Paola Zanetti (députée sortante) Parti socialiste                                                                   | 4 499                     | 11,98                     |                          |                          |
|                                                                            | Kathia Donaté La France insoumise                                                                                   | 3 443                     | 9,17                      |                          |                          |
|                                                                            | Alain Léger Régionaliste (57-Le Parti des Mosellans)                                                                | 887                       | 2,36                      |                          |                          |
|                                                                            | Martine Jung Europe Écologie Les Verts                                                                              | 842                       | 2,24                      |                          |                          |
|                                                                            | Ridouan Faresse Divers                                                                                              | 553                       | 1,47                      |                          |                          |
|                                                                            | Diane Bousset Lutte ouvrière                                                                                        | 371                       | 0,99                      |                          |                          |
|                                                                            | Camille Waechter Écologiste (Mouvement écologiste indépendant - Confédération pour l'homme, l'animal et la planète) | 362                       | 0,96                      |                          |                          |
|                                                                            | Jean-Marc Kiehl Divers (Parti du vote blanc)                                                                        | 308                       | 0,82                      |                          |                          |
|                                                                            | Isabelle Desselier Divers (Union populaire républicaine)                                                            | 275                       | 0,73                      |                          |                          |
|                                                                            | Emin Gunduz Divers (Parti égalité et justice)                                                                       | 275                       | 0,73                      |                          |                          |
| Source : Ministère de l'Intérieur - Septième circonscription de la Moselle | |                           |                           |                          |                          |

### Élections de 2022
Les élections législatives de 2022 ont eu lieu les dimanche 12 et 19 juin 2022.
| Résultats des élections législatives des 12 et 19 juin 2022 de la 7e circonscription de la Moselle |                          |                          |                          |              |              |             |             |
| Candidat                                                                                           | Candidat                 | Parti et coalition       | Nuance                   | Premier tour | Premier tour | Second tour | Second tour |
| Candidat                                                                                           | Candidat                 | Parti et coalition       | Nuance                   | Voix         | %            | Voix        | %           |
| | Alexandre Loubet         | RN                       | RN                       | 12 018       | 33,80        | 18 424      | 55,41       |
| | Hélène Zannier           | LREM (Ens)               | ENS                      | 7 851        | 22,08        | 14 829      | 44,59       |
| | Luc Muller               | EELV (NUPES)             | NUP                      | 7 013        | 19,72        |             |             |
| | Anne Boucher             | LR (UDC)                 | LR                       | 5 671        | 15,95        |             |             |
| | Clément Galante          | CNIP                     | REC                      | 1 818        | 5,11         |             |             |
| | Hervé Hocquet            | DLF (UPF)                | DSV                      | 758          | 2,13         |             |             |
| | Diane Bousset            | LO                       | DXG                      | 429          | 1,21         |             |             |
| Votes valides                                                                                      | Votes valides            | Votes valides            | Votes valides            | 35 558       | 97,97        | 33 253      | 93,99       |
| Votes blancs                                                                                       | Votes blancs             | Votes blancs             | Votes blancs             | 573          | 1,58         | 1 683       | 4,76        |
| Votes nuls                                                                                         | Votes nuls               | Votes nuls               | Votes nuls               | 165          | 0,45         | 443         | 1,25        |
| Total                                                                                              | Total                    | Total                    | Total                    | 36 296       | 100          | 35 379      | 100         |
| Abstention                                                                                         | Abstention               | Abstention               | Abstention               | 53 192       | 59,44        | 54 120      | 60,47       |
| Inscrits / participation                                                                           | Inscrits / participation | Inscrits / participation | Inscrits / participation | 89 488       | 40,56        | 89 499      | 39,53       |

### Élections de 2024
| Candidat                 | Candidat                 | Parti et coalition       | Nuance                   | Premier tour | Premier tour |
| Candidat                 | Candidat                 | Parti et coalition       | Nuance                   | Voix         | %            |
| ------------------------ | ------------------------ | ------------------------ | ------------------------ | ------------ | ------------ |
|                          | Alexandre Loubet         | RN                       | RN                       | 28 528       | 53,33        |
|                          | Luc Muller               | LÉ (NFP)                 | NFP                      | 9 913        | 18,53        |
|                          | Yasmine Selmani          | PR (ENS)                 | ENS                      | 9 644        | 18,03        |
|                          | André Wojciechowski      | LR                       | LR                       | 4 403        | 8,23         |
|                          | Diane Bousset            | LO                       | DXG                      | 931          | 1,74         |
| Votes valides            | Votes valides            | Votes valides            | Votes valides            | 53 498       | 97           |
| Votes blancs             | Votes blancs             | Votes blancs             | Votes blancs             | 1 242        | 2,25         |
| Votes nuls               | Votes nuls               | Votes nuls               | Votes nuls               | 412          | 0,75         |
| Total                    | Total                    | Total                    | Total                    | 55 152       | 100          |
| Abstention               | Abstention               | Abstention               | Abstention               | 34 093       | 38,20        |
| Inscrits / participation | Inscrits / participation | Inscrits / participation | Inscrits / participation | 89 245       | 61,80        |

#### Département de la Moselle
- La fiche de l'INSEE de cette circonscription : « Tableaux et Analyses de la septième circonscription de la Moselle », sur insee.fr, site de l'Institut national de la statistique et des études économiques (consulté le 10 juin 2007) [PDF]

- « Tous les députés du département de la Moselle depuis 1789 » [archive du 28 septembre 2007], sur assemblee-nationale.fr, site de l'Assemblée nationale française (consulté le 10 juin 2007)

- « Informations contentieuses sur le département de la Moselle (Élections législatives de 2002) »(Archive.org • Wikiwix • Archive.is • Google • Que faire ?), sur conseil-constitutionnel.fr, site du Conseil constitutionnel (consulté le 13 juin 2007)

#### Circonscriptions en France
- « Carte des circonscriptions législatives en France », sur assemblee-nationale.fr, site de l'Assemblée nationale française (consulté le 10 juin 2007)

- « Résultats électoraux officiels en France »(Archive.org • Wikiwix • Archive.is • Google • Que faire ?), sur interieur.gouv.fr, site du ministère de l'Intérieur (France) (consulté le 13 juin 2007)

- Description et Atlas des circonscriptions électorales de France sur http://www.atlaspol.com, Atlaspol, site de cartographie géopolitique, consulté le 13 juin 2007.